# Château de la Brunetière
Pour les articles homonymes, voir Brunetière.
Le château de la Brunetière est un château situé sur l'ancienne commune d'Arrou, intégrée aujourd'hui à Vald'Yerre, dans le département français d'Eure-et-Loir.

## Historique

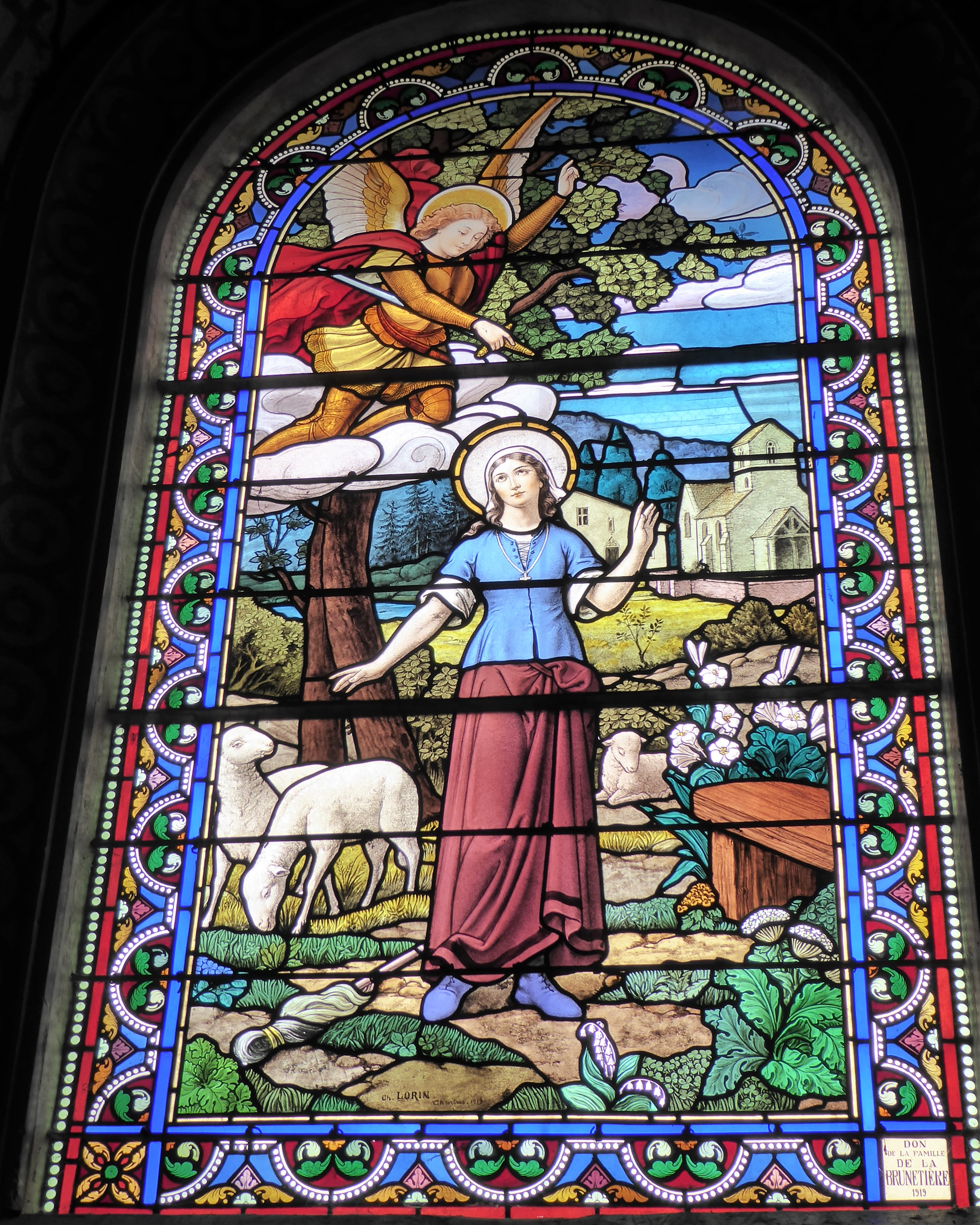
Don de la famille de La Brunetière - 1919.

Le château et son domaine est acquis au XVIIIe siècle par Denis-Antoine Dimier, syndic et garde juré des manufactures et fabriques de serges de Châteaudun. La famille Dimier de La Brunetière en est toujours propriétaire.
La construction du château se termine au XIXe siècle.
En 1919, la famille Dimier fait don d'un vitrail, réalisé par le maître verrier Charles Lorin de Chartres et représentant Jeanne d'Arc, à l'église Saint-Lubin d'Arrou (baie n° 5).

## Chapelle
Le château dispose d'une chapelle, de forme circulaire, qui a été construire au XIXe siècle.